# Degussa
Degussa es una empresa alemana de ámbito internacional de los sectores químico y metalúrgico, con sede en Fráncfort del Meno. El nombre de la empresa es un acrónimo de: Deutsche Gold- und Silber-Scheide-Anstalt (en español, Instituto Alemán de Separación de Oro y Plata). En 2009 la empresa era la tercera química por tamaño en Alemania y la mayor productora del mundo de productos químicos especiales. Da empleo a 45.000 trabajadores aprox. En 2004 fue adquirida por la empresa Ruhrkohle AG. 
Degussa se basaba en la fabricación de productos químicos y se fundó en 1843. En 1873 se transformó en una sociedad anónima (en alemán Aktiengesellschaft, AG), consolidándose a la vez con otras empresas de perfil similar, y se concentró en la purificación de metales preciosos. Desde su comienzo mantuvo una estrecha colaboración con Metallgesellschaft AG. 
En los años 1920 adquirió la mayoría de las acciones de la compañía Degesch (en alemán, Deutsche Gesellschaft für Schädlingsbekämpfung GmbH), productora del gas Zyklon B, que se usó en las cámaras de gas para matar a los prisioneros en los campos de concentración, incluyendo el exterminio del pueblo judío, durante la Segunda Guerra Mundial. En los años 1930 Degussa mantuvo el 42,5% de acciones de la empresa Degesch, mientras que vendió un 42,5% a IG Farben, otra empresa relacionada con el trabajo forzado de los campos de exterminio Auschwitz (Birkenau), y el restante 15% a otra empresa alemana, Goldschmidt AG de Essen. En 1928 el capital en acciones de Degussa llegó a los 29,6 millones de marcos, para ascender hasta los 76,5 millones de marcos en 1943.
En 2003, en relación con la construcción del Monumento al Holocausto en Europa surgió un escándalo implicando a la empresa Degussa, pues fue la empresa que suministró el material para proteger el monumento de grafiti, conocido como protectosil. 
Debido a su papel en la persecución de los judíos en Europa —Degussa era, en parte, dueña de la empresa que fabricó el gas utilizado en las cámaras de gas, inclusive en el campo de concentración de Auschwitz-, las empresas judías abogaron por retirarse del proyecto. Sin embargo, debido a los costes y a lo avanzado de la obra, se utilizó finalmente protectosil en el monumento.